# Perg
Perg település Ausztriában, Felső-Ausztria tartományban, a Pergi járás székhelye. Tengerszint feletti magassága 250 méter, területe 26,44 km².

## Elhelyezkedése
Perg Schwertberg, Allerheiligen im Mühlkreis, Windhaag bei Perg, Münzbach, Arbing, Mitterkirchen im Machland és Naarn im Machlande településekkel határos.

## Népesség
| Lakosok száma | 8274 | 8388 | 9459 |
|               | 2016 | 2018 | 2024 |